# Santa Anita, La Concordia
Santa Anita är en ort i Mexiko.   Den ligger i kommunen La Concordia och delstaten Chiapas, i den sydöstra delen av landet, 800 km sydost om huvudstaden Mexico City. Santa Anita ligger 1 425 meter över havet och antalet invånare är 148.
Terrängen runt Santa Anita är bergig åt sydväst, men åt nordost är den kuperad. Runt Santa Anita är det glesbefolkat, med 19 invånare per kvadratkilometer. Närmaste större samhälle är Nuevo Paraíso, 11,9 km nordost om Santa Anita. I omgivningarna runt Santa Anita växer i huvudsak städsegrön lövskog.